# Єврейсько-арабські мови

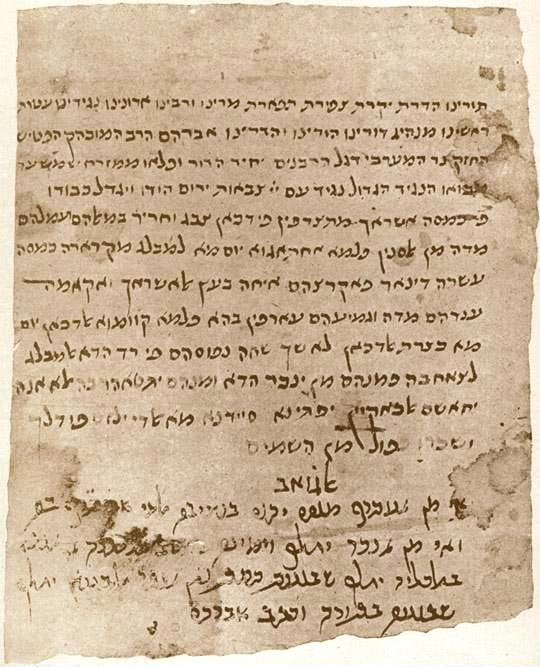
Сторінка документа з Каїрської генизи, частина якого написана юдео-арабською мовою

Євре́йсько-ара́бські мо́ви (діале́кти) (араб. عربية يهودية, івр. ערבית יהודית лугат-аль-яхуд) — сукупність діалектів євреїв арабських країн — від Магрибу до Іраку та Ємену — що належать до різних різновидів арабської мови. До 1948 року були поширені переважно в традиційно арабських країнах, пізніше більшість їх носіїв переселилася до Ізраїлю, а також (головно алжирські євреї) до Франції та інших країн. Молодь переходить з єврейсько-арабських діалектів на іврит, у Франції — на французьку мову.

## Середньовічна єврейсько-арабська мова
Середньовічна єврейсько-арабська мова є різновидом середньоарабської мови, якою говорили також мусульмани і християни. Однак у мові євреїв часто зустрічаються єврейські й арамейські слова і вирази, а письмо є гебрейським. Оскільки число букв у гебрейському алфавіті менше, ніж в арабському, воно було збільшено шляхом уведення діакритичних знаків. Середньовічною єврейсько-арабською мовою написана багатюща релігійна, філософська, наукова і світська література. Хоча багато євреїв перейшли на арабську з VII століття н. е., перші писемні пам'ятки належать до IX ст.
Багато значних єврейських творів, у тому числі низка релігійних творів Маймоніда і Юди Галеві, спочатку були написані юдео-арабською мовою, оскільки вона була основною розмовною мовою їх авторів.
Особливим різновидом єврейсько-арабської є караїмо-арабський діалект, яким користувалися караїми, які жили в арабських країнах. Крім можливих відмінностей у словниковому складі цих мов, цікавий факт використання в караїмо-арабських рукописах X—XII ст. арабського письма, що суперечить загальній тенденції використання в єврейських мовах тієї епохи тільки єврейського письма. Можливо, караїми зазнали інтенсивнішого впливу арабської культури, ніж їх порівняно бідні сучасники — раббаніти.
Середньовічна єврейсько-арабська мова як мова науки і релігії справила значний вплив на давньоєврейську (наприклад, арабська граматична термінологія широко використовувалася при складанні граматик давньоєврейської в арабських країнах).

## Сучасні єврейсько-арабські діалекти
Сучасні єврейсько-арабські діалекти, як правило, відрізняються від відповідних не-єврейських діалектів незначно (наприклад, діалекти євреїв Сирії, Лівану, Ємену, Тунісу), переважно лише лексично (через наявність великої кількості запозичень з давньоєврейської й арамейської, що позначають поняття релігії і культури: звичаї, свята, єврейські професії, реалії єврейського культу і єврейської освіти тощо), хоча деякі в силу пізніх міграцій відрізняються більш істотно (у Лівії, Іраку, частково Єгипті). Вони знаходять своє вираження в існуванні численних мовних рис, властивих почасти лише єврейсько-арабським діалектам цих районів, на всіх рівнях мови — у фонетиці, морфології, синтаксисі і семантиці.
Вирізняються наступні сучасні єврейсько-арабські діалекти:
- Єврейсько-марокканський — варіанти кількох арабських діалектів, переважно осілої (старомагрибських) групи діалектів магрибсько-арабської мови; до 250 тисяч в Ізраїлі, близько 8 тисяч у Марокко (Касабланка, Фес, Марракеш); частина марокканських євреїв говорить арабською.
- Єврейсько-алжирський — варіанти кількох арабських діалектів, головним чином осілої (старомагрибських) групи діалектів, але також міських бедуїнських діалектів магрибсько-арабської мови; практично зник нині: близько 140 тисяч алжирських євреїв (із яких значна частина говорила сефардською, а деякі арабською) після 1962 року виїхали до Франції і перейшли там на французьку.
- Єврейсько-туніський — варіанти туніських діалектів осілої говірки магрибсько-арабської мови, дуже відрізняються від діалектів мусульман, хоча ті також (частково) належать до осілого типу. Зі 105 тисяч євреїв, сущих до 1948 року в Тунісі, в 2004 році залишалося 1.5 тисячі євреїв, більшість із яких уже перейшли на французьку. Притому частина з них спочатку говорила на берберській мові джербі[ru]. Решта виїхали до Франції та Ізраїлю (45 тисяч), а також до Італії, Іспанії, США.
- Єврейсько-триполітанський (єврейсько-лівійський, Tripolita'it, Yudi) — залишок осілої говірки магрибсько-арабської мови (так само й інші єврейсько-магрибські діалекти) — продовження арабської мови першої хвилі заселення, в той час як усе інше населення Лівії послуговується лише бедуїнською говіркою тих кочівників, що прийшли пізніше; на початку століття близько 21 тисячі євреїв (міста Триполі, Бенгазі), які потім виїхали в Італію, Ізраїль (30 тисяч) і США. На 2002 рік у Лівії залишалася одна жінка.
- Єврейсько-єгипетський — ймовірно належить до лівійських діалектів (або має сильний вплив), дуже відрізняється від арабських діалектів решти країни. Втім, значна частина євреїв Єгипту до початку XX століття (близько 100 тисяч) говорило сефардською, англійською або французькою мовами, що було наслідком приїзду багатьох євреїв за останні кілька століть. За даними перепису 1947 р. в Єгипті жили 65 тис. євреїв (64 % в Каїрі, 32 % в Олександрії). Потім більшість виїхали в Ізраїль (35 тис.), Бразилію (15 тис.), Францію (10 тис.), США (9 тис.) й Аргентину (9 тис.) В Єгипті залишилося близько 100 євреїв.
- Єврейсько-сирійський — варіант сирійських діалектів, дуже близький до єврейсько-ліванського, оскільки обидва належать до лівансько-сирійського діалекту сиро-палестинської говірки сиро-месопотамської арабської мови. Включають дві групи: арабомовних євреїв (муста'рабі), що жили в Сирії з давніх часів, і сефарди, які прибули після 1492 року, але згодом перейшли на арабську мову. На початку XX століття багато сирійських євреїв виїхало до США, Бразилії, Аргентини, Великої Британії та Палестини. У 1947 р. в Сирії залишалося 15-16 тисяч євреїв, з них близько 10 тисяч жили в Дамаску, близько 5 тисяч — у Халебі (Алеппо), кілька сотень — у Камишли (арамеомовні[ru] лахлухі). На початку 2000-х рр. у Сирії залишалося менше 100 євреїв, переважно люди похилого віку.
- Єврейсько-ліванський варіант ліванських діалектів, дуже близький до єврейсько-сирійського, адже обидва належать до лівансько-сирійського діалекту сиро-палестинської говірки сиро-месопотамської арабської мови. 9 тисяч у 1951 р., потім більшість виїхали до Франції і США, у 2006 р. залишалося близько 40 євреїв.
- Єврейсько-іракський — кілька міських діалектів, що належать до ранньо-месопотамських діалектів (тип qəltu) сиро-месопотамської мови: на відміну від більшості арабських діалектів Іраку (в тому числі діалекту арабів Багдаду), що належать до північно-східних говірок аравійсько-арабської мови (тип gilit). Діалекти євреїв Іраку, як і решта ранньо-месопотамських діалектів, є прямим продовженням арабської мови, якою розмовляли в містах Іраку ще у VIII ст. і яка замінила там арамейську мову, колишню спільну мову християн і євреїв. Діалект же мусульман Багдаду належить до групи діалектів кочівників, що заселили цей район порівняно недавно. Розрізняються північні діалекти (міста Мосул, Тікріт, Ана і Хіт) та південний діалект євреїв Багдаду. Зі 150 тисяч євреїв, які жили в Іраку в 1948 році, близько 20 тисяч говорили арамейською. 2003 року в Іраку залишалося 11 євреїв. Більшість виїхали до Ізраїлю, частина також до Великої Британії та інших країн. Деякі здавна влаштувалися в Індії — т. зв. Багдадські євреї[en] (у 1948 році — 6 тисяч).
- Єврейсько-єменський — становить сукупність єврейських варіантів відповідних діалектів єменської говірки аравійсько-арабської мови: міст Сана, Аден, Хаббан і Аль-Байда. Близько 50 тисяч носіїв живуть в Ізраїлі і близько 200 у Ємені, переважно на півночі країни у місті Саада.

Існує також єврейсько-арабське арго, зване лашон («мова»).
У єврейсько-арабській мові багато давньоєврейсько-арамейских запозичень, надто у сфері абстрактних понять, що не стосуються позначення конкретних реалій і побуту. На цій змішаній мові виголошувалися проповіді, здійснювалося релігійне навчання, формулювалися рішення рабинських судів і громадських рад. На відміну від єврейських мов, поширених у християнських країнах, єврейсько-арабські діалекти використовувалися також у коментарях до текстів єврейського релігійного канону і в трактатах релігійного та релігійно-філософського характеру. Це пояснюється тим, що в арабських країнах євреї раніше використовували і як розмовну мову, і як мову релігійної літератури арамейську мову, спільну для євреїв і неєвреїв. Тому, перейшовши, як і їхні сусіди-неєвреї, на арабську мову, євреї стали використовувати її в тих же ситуаціях, що раніше — арамейську. Однак мовою поезії залишалася для них давньоєврейська. У новітній період з'явилася і поезія на єврейсько-арабській мові (в Ємені, Марокко та інших країнах).

## Орфографія
| Юдео- арабська літера | Арабська літера | Семітське ім'я | Транслітерація                      |
| --------------------- | --------------- | -------------- | ----------------------------------- |
| א‬                     | ا‎               | Алеф           | ā та іноді ʾI                       |
| ב‬                     | ب‎               | Бет            | b                                   |
| ג‬                     | ج‎               | Гімель         | ğ, англ. звук j                     |
| גׄ‬                     | غ‎               | Гайн           | ġ, гортанний звук gh                |
| ד‬                     | د‎               | Далет          | d                                   |
| דׄ‬                     | ذ‎               | Заль           | ḏ, англ. th в «that»                |
| ה‬                     | ه‎               | Хе             | h                                   |
| ו‬                     | و‎               | Вав            | w та іноді ū                        |
| ז‬                     | ز‎               | Зайн           | z                                   |
| ח‬                     | ح‎               | Хет            | ḥ                                   |
| ט‬                     | ط‎               | Тет            | ṭ                                   |
| טׄ‬                     | ظ‎               | За             | ẓ, втягнута форма звуку th в «that» |
| י‬                     | ي‎               | Йод            | y or ī                              |
| כ, ך‬                  | ك‎               | Каф            | k                                   |
| כׄ, ךׄ‬                  | خ‎               | Ха             | ḫ, звук kh як у «Bach»              |
| ל‬                     | ل‎               | Ламед          | l                                   |
| מ‬                     | م‎               | Мем            | m                                   |
| נ‬                     | ن‎               | Нун            | n                                   |
| ס‬                     | س‎               | Самех          | s                                   |
| ע‬                     | ع‎               | Айн            | ʿa, ʿ та іноді ʿi                   |
| פ, ף/פׄ, ףׄ‬             | ف‎               | Пе             | f                                   |
| צ, ץ‬                  | ص ‎              | Цаде           | ṣ, жорсткий звук s                  |
| צׄ, ץׄ‬                  | ض‎               | Дад            | ḍ, втягнутий звук d                 |
| ק‬                     | ق‎               | Коф            | q                                   |
| ר‬                     | ر‎               | Реш            | r                                   |
| ש‬                     | ش‎               | Шин            | š, в англ. звук sh                  |
| ת‬                     | ت‎               | Та             | t                                   |
| תׄ/ת֒‬                   | ث‎               | Са             | ṯ, англ. th як у «thank»            |